# Blacksta församling
Blacksta församling var en församling i Strängnäs stift och i Flens kommun i Södermanlands län. Församlingen uppgick 2010 i Bettna församling.

## Administrativ historik
Församlingen har medeltida ursprung och var till 1 maj 1920 moderförsamling i pastoratet Blacksta och Vadsbro för att därefter till 1962 vara annexförsamling i pastoratet Vadsbro och Blacksta. Från 1962 var den annexförsamling i pastoratet Årdala Forssa, Vadsbro och Blacksta och från 1977 till 2010 annexförsamling i pastoratet Bettna, Årdala, Forssa, Vadsbro och Blacksta. Församlingen uppgick 2010 i Bettna församling.

## Kyrkor
- Blacksta kyrka